# Claude de Chauvigny de Blot
Claude de Chauvigny de Blot, baron de Blot-l'Église, né entre 1605 et 1610 et mort le 13 mars 1655 à Blois, est un poète français, auteur de chansons libertines et de mazarinades.

## Biographie
Claude de Chauvigny de Blot était le fils de François de Chauvigny (vers 1580-1621), chevalier, baron de Blot, seigneur de Montespedon, marié par contrat du 7 mars 1604 avec Marie Olivier de Leuville, petite-fille du chancelier de France François Olivier,.
Il fut gentilhomme ordinaire de Gaston de France, duc d'Orléans, frère de Louis XIII, auquel il avait été présenté par un familier de celui-ci, Louis Barbier de La Rivière, futur évêque de Langres.
En faveur auprès de Richelieu, Blot contribua à l’élévation de Mazarin. Devenu ministre, celui-ci négligea Blot qui s’en vengea par des chansons satiriques. Mazarin essaya de l'amadouer par une pension.
Ses contemporains l’appelaient « Blot l’Esprit », surnom mérité, à en croire Madame de Sévigné : « Segrais, écrit-elle, nous montra un recueil qu’il a fait des chansons de Blot ; elles ont le diable au corps ; mais je n’ai jamais vu tant d’esprit (Lettre du 1er mai 1671). »
Libertin dans ses mœurs comme dans ses idées, il ne respectait rien, ni la religion, ni l'autorité royale, ni la puissance des ministres, et ne ménageait même pas son maître, Gaston d'Orléans.
Je ne demande au Seigneur
Pour bonheur
Que d'être buveur, fouteur,
Incrédule et sodomite,
Puis mourir,
Puis mourir de mort subite !
Selon Pierre Goubert, il serait l'auteur en pleine Fronde de la Custode du lit de la reine qui dit tout, pamphlet particulièrement injurieux à l'égard de Mazarin et d'Anne d'Autriche qui débutait par ces vers :
Peuple, n'en doutez pas, il est vrai qu'il la fout
Et que c'est par ce trou que Jules nous canarde.
Il meurt en mars 1655 à Blois, qui appartenait à Gaston d'Orléans. N'étant pas marié, il laisse comme héritiers ses frères César et Gilbert de Chauvigny suivant un acte du 24 mars 1655.
Les chansons de Blot nous sont parvenues dans des collections de mazarinades.

## Publications
- Claude de Chauvigny de Blot, Les chansons libertines de Claude de Chouvigny, baron de Blot l'Église (1605-1655) / précédées d'une notice et suivies de couplets de ses amis Ch. de Besançon, Condé, Cyrano de Bergerac, Hotman, Carpentier de Marigny, Patris, le chevalier de Rivière, 1919 (lire en ligne)
- Claude Chauvigny de Blot ? et Claude Morlot ?, La custode de la Reyne qui dit tout, 1649 (lire en ligne)